# Pilocrocis pterygodia
Pilocrocis pterygodia is een vlinder uit de familie van de grasmotten (Crambidae), uit de onderfamilie van de Spilomelinae. De wetenschappelijke naam van deze soort is voor het eerst gepubliceerd in 1912 door George Francis Hampson.

## Verspreiding
De soort komt voor in Ghana, Oeganda, Zimbabwe en Zuid-Afrika.

## Waardplanten
De rups leeft op soorten van de lipbloemenfamilie (Lamiaceae): Hoslundia opposita, Ocimum sp. en Salvia sp..